# Heultje
Heultje est un village faisant partie de la localité de Westerlo, dans la Province d'Anvers en Belgique. En 2012, la petite localité compte 4 365 habitants.

## Points remarquables

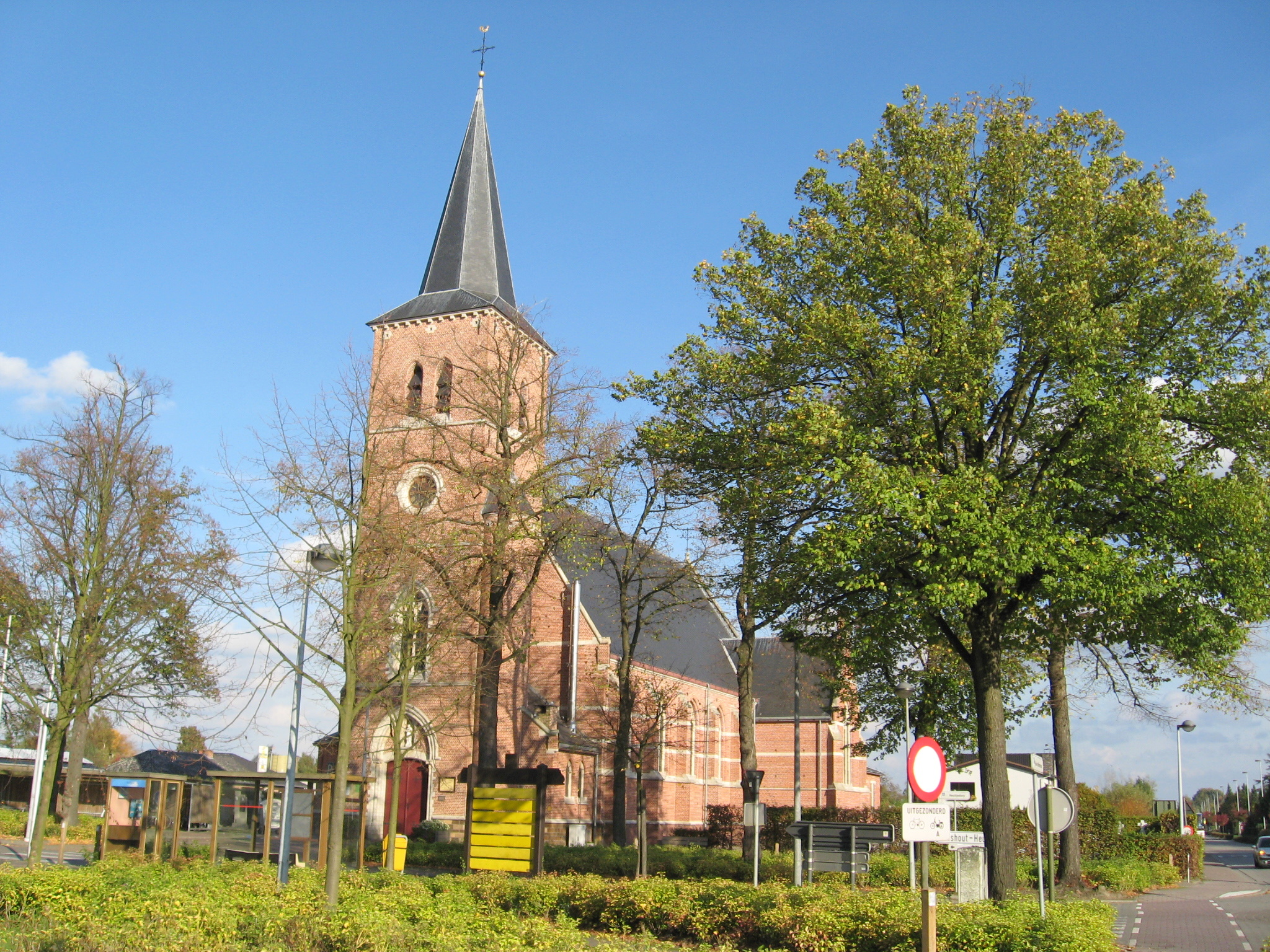
Église Sint-Carolus Borromeus

- L'église néogothique Sint-Carolus-Borromeus (1897).
- La chapelle Sint-Dimphna, dans la Molenstraat (1896).
- Le presbytère (1898).
- La ferme « Balebossen », classée monument historique depuis 1983.

## Sport
Le petit village compte un club de football, le K. FC Heultje. Celui-ci s'illustre dans les années 1980 quand il atteint les séries nationales du football belge en 1983. Après trois saisons, le cercle porteur du « matricule 459 » gagne le droit de monter en Division 3, un fait assez rare pour une localité d'à peine plus de 4 000 habitants. Après 8 championnats durant lesquels on vit des « derbies » endiablés contre le VC Westerlo (qui n'a pas encore sa renommée actuelle), le K. FC Heultje redescend deux saisons de suite. Il n'est plus jamais apparu en nationale et évolue en 2012 en 4e provinciale, soit le huitième et plus bas niveau du football belge.